# Hicham El Gaoui
Hicham El Gaoui, né aux Pays-Bas, est un kick-boxeur néerlando-marocain.

## Biographie
En novembre 2018, il est classé 9ème au classement des poids lourds-légers au monde par Combat Press.
Au Fighting Talents à Den Bosch, il a entrainé Bilal Loukili, Mohammed Jaraya et Ilias Bulaid. 

## Palmarès
- 2015 World Fighting League -84 kg Tournament Champion
- 2014 Enfusion Live World Champion -80 kg
- 2012 Tatneft Arena World Cup 2012 Runner-up -80 kg